# Young Cassidy
Young Cassidy (Brasil: O Rebelde Sonhador / Portugal: O Jovem Cassidy) é um filme britânico de drama biográfico de 1965, dirigido por Jack Cardiff e John Ford (que abandonou o projeto por problemas de saúde) para a Metro-Goldwyn-Mayer. O roteiro de John Whiting é baseado em Mirror in My House, livro biográfico do dramaturgo irlandês Seán O'Casey (com o nome mudado para John Cassidy) e conta a juventude dele passada em meio aos conflitos políticos e religiosos que abalavam a Irlanda no início do Século XX.

## Elenco
| Ator                                            | Personagem            |
| ----------------------------------------------- | --------------------- |
| Rod Taylor                                      | John Cassidy          |
| Maggie Smith                                    | Nora                  |
| Julie Christie                                  | Daisy Battles         |
| Michael Redgrave                                | W.B. Yeats            |
| Edith Evans                                     | Augusta, Lady Gregory |
| T. P. McKenna                                   | Tom                   |
| Jack MacGowran                                  | Archie                |
| Siân Phillips                                   | Ella                  |
| Flora Robson                                    | Senhora Cassidy       |
| Philip O'Flynn (creditado como Phillip O'Flynn) | Mick Mullen           |
| Eddie Golden                                    | Capitão White         |

## Sinopse

Bandeira do arado e estrelas que aparece numa cena do filme

Em 1911 na cidade de Dublin, com o crescimento dos protestos contra o domínio britânico na Irlanda, o jovem John Cassidy (Seán O'Casey) é um trabalhador braçal de dia e um panfleteiro revolucionário à noite. Ele vive com muitas dificuldades financeiras numa casa humilde com a mãe, um irmão ator e uma irmã abandonada pelo marido militar com os cinco filhos pequenos dela. Depois de uma greve dos trabalhadores reprimida com violência pela polícia inglesa, Cassidy e seu amigo Mick Mullen entram para um grupo armado revolucionário que se prepara para uma rebelião (e cuja bandeira trazia como símbolos o arado e as estrelas), mas os dois acabam desistindo de participar ao discordarem da insistência do Capitão White em preparar o grupo dentro das tradições de um exército regular ao invés de usar táticas de guerrilha. Com o sangrento fracasso da revolta, Cassidy resolve se dedicar a literatura e conhece a tímida bibliotecária Nora, que o ajuda a conseguir os livros que desejava mas que não tinha dinheiro para pagar. Ele resolve escrever peças teatrais e é incentivado pelos responsáveis pelo Teatro Abbey, o escritor W.B. Yeats e Lady Gregory. Com muitas revisões, Cassidy consegue lançar sua primeira peça The Shadow of a Gunman (1923) e depois escreve The Plough and the Stars (1926), que causa grande tumulto na conservadora plateia da noite de estreia, que não aceita a história sobre trabalhadores e prostitutas.

## Produção
Baseado na autobiografia de Seán O'Casey Mirror in my House (um título guarda-chuva para seis autobiografias publicadas entre 1939 e 1956 e republicadas em dois grandes volumes, em 1956). O filme começou a ser produzido em 1964, mudando o nome do autor para John Cassidy. O'Casey leu os primeiros esboços e deu sua aprovação para o roteiro, bem como a escolha do protagonista, Rod Taylor.
Rod Taylor não fôra a escolha original para o papel. Sean Connery desistiu e Richard Harris foi consultado.
O filme seria dirigido por John Ford (que antes levara para as telas de cinema a adaptação homônima da peça The Plough and the Stars em 1936), mas o diretor adoeceu após duas semanas de filmagens e foi substituído por Jack Cardiff. Um membro do elenco foi substituído - a atriz Sian Phillips veio para o lugar de Siobhan McKenna. O'Casey morreu pouco tempo antes do término da produção do filme.

## Sean O'Casey: The Spirit of Ireland
Durante a realização do filme, um documentário dos bastidores de Young Cassidy com o título de Sean O'Casey: The Spirit of Ireland foi produzido. Narrado por Herschel Bernardi, o filme mistura cenas de  Young Cassidy com as dos atores se preparando para os respectivos papéis.